# Cousu main
 (mai 2024).
- Si vous ne connaissez pas le sujet, laissez ce bandeau (vous pouvez alors contacter les auteurs).
- Si vous supprimez le contenu mis en cause (vous pouvez préalablement contacter les auteurs),

argumentez précisément cette suppression dans la page de discussion
(un manque de référence n'est pas un argument ; une recherche réelle de référence doit avoir été effectuée, être formellement documentée).
Cousu main est une émission de télévision française de téléréalité axée sur la couture présentée par Cristina Córdula. Elle est diffusée sur M6 du 30 août 2014 au 28 octobre 2017.
Elle est inspirée de l'émission de télé-réalité britannique The Great British Sewing Bee diffusée sur la BBC 2.

## Principe
Chaque semaine, dix couturiers amateurs tentent de coudre des vêtements tendances en mettant leur savoir faire à l'épreuve. Chaque épreuve est lancée par le slogan « à vos aiguilles… Cousez ! ».

### Les épreuves
Il y a deux types d'épreuves dans Cousu Main. Ces épreuves ont en temps limité.
- L'épreuve technique : Pour les couturiers amateurs, cette épreuve consiste à reproduire, à l’aide d’un patron donné et le plus fidèlement possible, un vêtement choisi par les jurés. Pour cette épreuve, à partir d’une matière imposée, chaque candidat choisit un tissu (motif, coloris, qualité...).
- L'épreuve de la customisation : L’épreuve consiste à réaliser un vêtement selon le thème choisi par les jurés. La contrainte principale est qu’ils doivent réaliser ce vêtement à partir d’un vêtement déjà fait. Ils ont le droit d’effectuer les modifications qu’ils veulent.

### Présentateurs
| Présentateurs    | Saisons | Saisons | Saisons |
| Présentateurs    | 1       | 2       | 3       |
| ---------------- | ------- | ------- | ------- |
| Cristina Córdula |         |         |         |

### Jury
| Jury             | Saisons | Saisons | Saisons |
| Jury             | 1       | 2       | 3       |
| ---------------- | ------- | ------- | ------- |
| Julien Scavini   |         |         |         |
| Amparo Lellouche |         |         |         |
| Tanya Sayer      |         |         |         |

Lors de la première saison, Julien Scavini et Amparo Lellouche sont les juges du concours. Julien Scavini est un jeune tailleur parisien qui s’est fait connaître par ses demi-mesures et petite-mesures italiennes pour hommes. Amparo Lellouche est une modéliste dans la couture qui a travaillé pour de célèbres maisons de coutures telles que Lolita Lempicka, Emmanuel Khan, Diamant noir, mais également avec des stylistes comme Nicolas Ghesquiere, Alexandre Wan ou encore Joseph Thimister.
Julien Scavini et Amparo Lellouche seront de nouveau juges lors de la deuxième saison de Cousu main en 2016.

### Vainqueurs
- Carmen Bouchard (saison 1)
- Nadia Zeghloul (saison 2)
- Mélanie Fleury (saison 3)

## Saisons

### Saison 1 (2014)
La première saison de Cousu Main a été diffusée du samedi 30 août 2014 au mardi 14 octobre 2014, soit une durée de huit semaines. Elle est remportée par Carmen Bouchard.

#### Candidats
| N° | Nom du candidat         | Âge    | Ville              | Métier                         | Statut                        |
| -- | ----------------------- | ------ | ------------------ | ------------------------------ | ----------------------------- |
| 1  | Carmen Bouchard         | 51 ans | Erdeven (Morbihan) | Entrepreneuse                  | Vainqueur                     |
| 2  | Séverine Zanardo        | 43 ans | Rosheim (Bas-Rhin) | Femme au foyer                 | Deuxième                      |
| 3  | Adelino Gandarinho      | 39 ans | Lille (Nord)       | Vendeur en prêt-à-porter       | Troisième                     |
| 4  | Isabelle                | 33 ans | Liège              | Architecte                     | Éliminée le 11 octobre 2014   |
| 5  | Laurence Gros-Désir     | 29 ans | Val-de-Marne       | Médiatrice sociale de quartier | Éliminée le 4 octobre 2014    |
| 6  | Anne Durrieu            | 28 ans | Hambourg           | Étudiante                      | Éliminée le 27 septembre 2014 |
| 7  | Francis (dit « Jésus ») | 38 ans | Champagne-Ardenne  | Électricien                    | Éliminé le 20 septembre 2014  |
| 8  | Caroline                | 25 ans | Seine-Saint-Denis  | Agent de cinéma                | Éliminée le 13 septembre 2014 |
| 9  | Camille Melet           | 24 ans | Lot-et-Garonne     | Infographiste                  | Éliminée le 6 septembre 2014  |
| 10 | Marc Brodiez            | 28 ans | Charente-Maritime  | Kayakiste                      | Éliminé le 30 août 2014       |

### Saison 2 (2016)

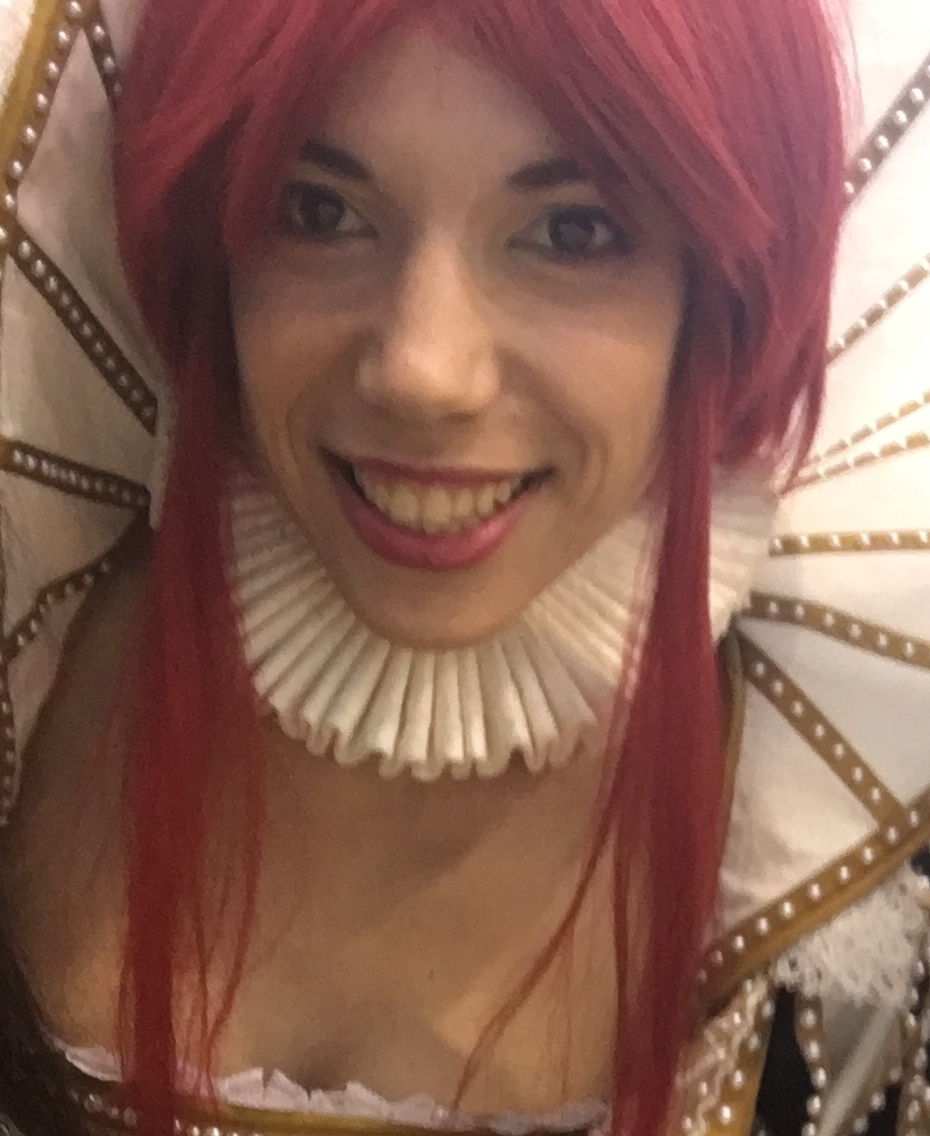
Nadia Zeghloul, gagnante de la saison 2.

La deuxième saison de Cousu Main a été diffusée du samedi 2 janvier 2016 au mardi 19 mars 2016, soit une durée de douze semaines. Elle est remportée par Nadia Zeghloul.

#### Candidats
| N° | Nom du candidat   | Âge    | Ville                                  | Métier                                        | Statut                      |
| -- | ----------------- | ------ | -------------------------------------- | --------------------------------------------- | --------------------------- |
| 1  | Nadia Zeghloul    | 29 ans | Chaville (Hauts-de-Seine)              | Webmaster                                     | Vainqueur                   |
| 2  | Astrid de Poix    | 32 ans | Arlon                                  | Mère au foyer                                 | Deuxième                    |
| 3  | Édith Lapôtre     | 54 ans | Tourtenay (Deux-Sèvres)                | Professeur de chimie-physique                 | Troisième                   |
| 4  | Oriane Prunié     | 33 ans | Moulins (Allier)                       | Agent de distribution postale                 | Éliminée le 12 mars 2016    |
| 5  | Michèle Thénot    | 57 ans | Velaine-en-Haye (Meurthe-et-Moselle)   | Directrice d’école maternelle                 | Éliminée le 5 mars 2016     |
| 6  | Roderick Poursel  | 24 ans | Montpellier (Hérault)                  | Coiffeur                                      | Éliminé le 27 février 2016  |
| 7  | Frédéric Bouchez  | 47 ans | Loos (Nord)                            | Animateur des ventes en boucherie-charcuterie | Éliminé le 13 février 2016  |
| 8  | Laëtitia Macquin  | 26 ans | Aix-en-Provence (Bouches-du-Rhône)     | Sans emploi                                   | Éliminée le 6 février 2016  |
| 9  | Josselin Thomas   | 25 ans | Épernay (Marne)                        | Agent d’exploitation                          | Éliminé le 30 janvier 2016  |
| 10 | Christelle Bahezi | 27 ans | Villeneuve-la-Garenne (Hauts-de-Seine) | Sans emploi                                   | Éliminée le 23 janvier 2016 |
| 11 | Hervé Rozelot     | 58 ans | Yerres (Essonne)                       | Enseignant                                    | Éliminé le 16 janvier 2016  |
| 12 | Perrine Hétier    | 28 ans | Élancourt (Yvelines)                   | Entrepreneuse                                 | Éliminée le 9 janvier 2016  |

### Saison 3 (2017)
La troisième saison de Cousu Main est diffusée à partir du 26 août 2017. Le jury change : Tanya Sayer remplace Amparo Lellouche.

#### Candidats
| N° | Nom du candidat | Âge    | Ville                                     | Métier                                      | Statut                                 | Audiences | PDM   | Source |
| -- | --------------- | ------ | ----------------------------------------- | ------------------------------------------- | -------------------------------------- | --------- | ----- | ------ |
| 1  | Mélanie         | 28 ans | Bourges (Cher)                            | Responsable d'une mercerie                  | Vainqueur                              | 850 000   | 7,4 % | [ 6 ]  |
| 2  | Cindy           | 29 ans | Chinon (Indre-et-Loire)                   | Mère au foyer                               | Deuxième ex-aequo                      | 850 000   | 7,4 % | [ 6 ]  |
| 2  | Julie           | 29 ans | Toulouse (Haute-Garonne)                  | Vendeuse dans une boutique de prêt-à-porter | Deuxième ex-aequo                      | 850 000   | 7,4 % | [ 6 ]  |
| -  | Aucun           | NC     | NC                                        | NC                                          | Pas d'élimination le 21 octobre 2017   | 891 000   | 6,8 % | [ 7 ]  |
| 4  | David           | 45 ans | Tarascon (Bouches-du-Rhône)               | Professeur d'EPS                            | Éliminé le 14 octobre 2017             | 771 000   | 6,7 % | [ 8 ]  |
| 5  | Anne-Charlotte  | 34 ans | Maurepas (Yvelines)                       | Assistante sociale                          | Éliminée le 7 octobre 2017             | 835 000   | 6,6 % | [ 9 ]  |
| 6  | Olivier         | 49 ans | Saint-Denis (Seine-Saint-Denis)           | Comédien                                    | Éliminé le 30 septembre 2017           | 951 000   | 7,3 % | [ 9 ]  |
| 7  | Fatimata        | 30 ans | Saint-Etienne-du-Rouvray (Seine-Maritime) | Assistante                                  | Éliminée le 23 septembre 2017          | 750 000   | 6,4 % | [ 10 ] |
| -  | Aucun           | NC     | NC                                        | NC                                          | Pas d'élimination le 16 septembre 2017 | 709 000   | 5,5 % | [ 10 ] |
| 8  | Lucien          | 24 ans | Nice (Alpes-Maritimes)                    | Cuisinier                                   | Éliminé le 9 septembre 2017            | 1 000 000 | 8,0 % |        |
| 9  | Marion          | 60 ans | Moret-Loing-et-Orvanne (Seine-et-Marne)   | Professeure retraitée                       | Éliminée le 2 septembre 2017           | 906 000   | 9,6 % |        |
| 10 | Josselin        | 36 ans | Guignes (Seine-et-Marne)                  | Sans emploi                                 | Éliminé le 26 août 2017                | 881 000   | 8,7 % | [ 11 ] |